# Молоко

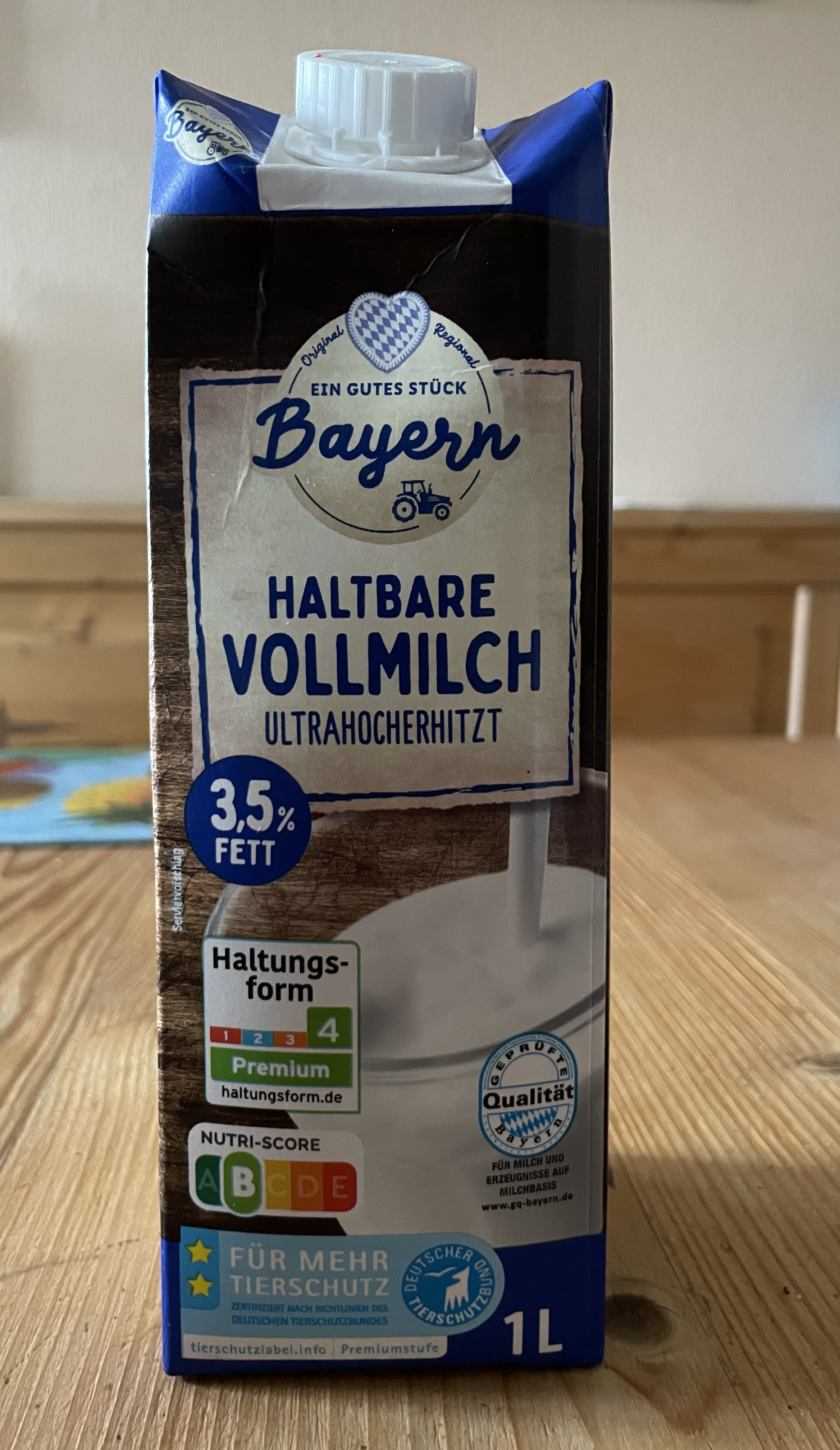
Незбиране молоко тривалого зберігання

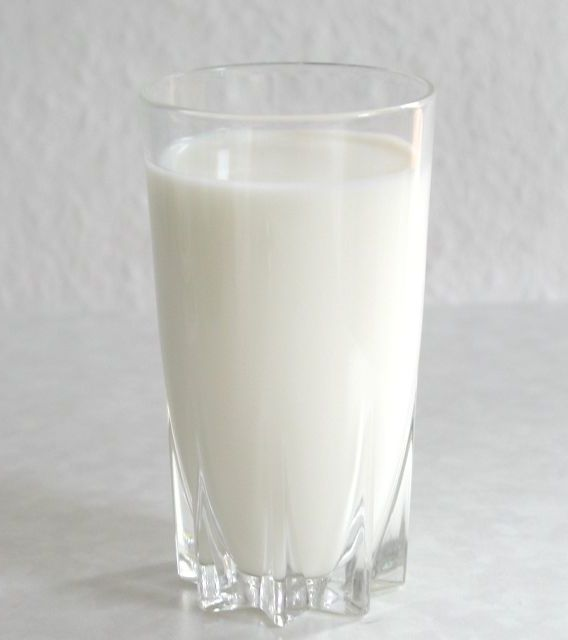
Склянка молока

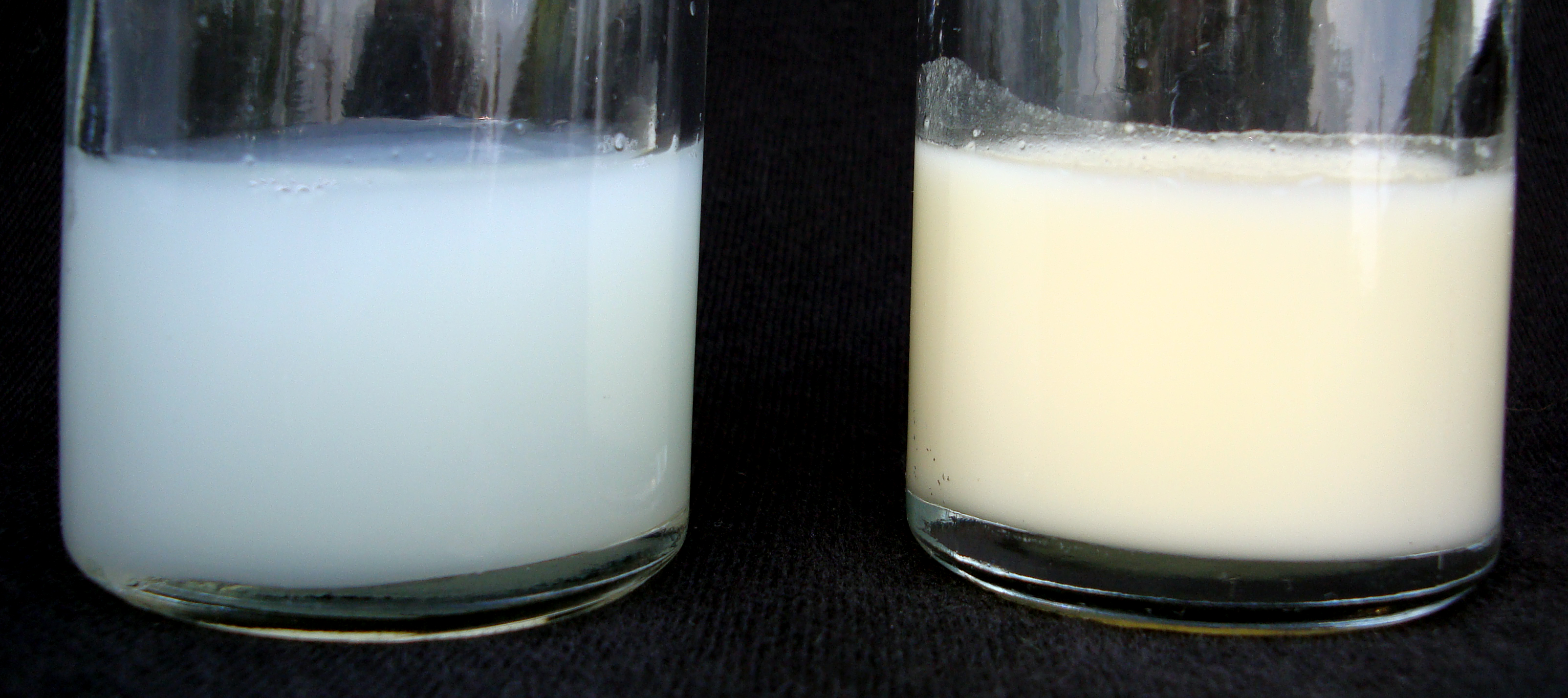
Два зразки грудного молока однієї жінки

Молоко́ (лат. lac, род. відм. lactis; грец. γάλα), діал. набі́л — секрет молочних залоз, що виробляється під час лактації у ссавців жіночої статі та призначений для грудного годування дітей. Молоко є емульсією крапель жиру у воді. Молоко матері особливо важливе для підтримки імунної системи впродовж перших днів, воно також забезпечує дитинча поживними речовинами.
За ДСТУ 2212-93: Молоко — продукт нормальної секреції молочних залоз.
Молоком може умовно називатися також будь-яка інша каламутна рідина білого кольору, що зазвичай використовується в кулінарії або косметиці. У центральній Європі слово молоко — синонім коров'ячого молока.

## Етимологія
Походження прасл. *melko не зовсім з'ясоване, його порівнюють з прагерм. *meluks (звідки нім. Milch, англ. milk, нід. melk), разом їх зводять до пра-і.є. *h₂melǵ- («доїти»), але складність виникає через невідповідність праслов'янського *l і прагерманського *lu. Висувалося також припущення про запозичення германського слова до праслов'янської мови, однак ця гіпотеза зазнала критики О. М. Трубачова, який вказував на неможливість подібного наголошення у германізмах. Окрім того, іншим аргументом проти германського походження є середній рід слов'янського слова і жіночий германського, у той час як запозичення в слов'янських мовах зазвичай змінюють середній рід на чоловічий або жіночий, а не навпаки.
Також *melko вважають спорідненим з прасл. *molkyta («болото») і порівнюють з лит. mal̃kas («ковток»), латис. màlks, màlka («пиття залпом, поковтом»), грец. μέλκιον («джерело»), гот. milhma («хмара»), виводячи їх від пра-і.є. *melk- («мокрий», «волога»). Ця гіпотеза має труднощі семантичного характеру — віддаленістю значень цих лексем від «молоко». Спорідненість слів «молоко» і «молозиво» визнається не всіма мовознавцями.

## Склад молока
До складу молока входять понад сто компонентів, основні з яких такі: вода, білки (казеїн, сироваточні білки), лактоза, мінеральні речовини (в тому числі і мікроелементи), гормони, вітаміни, ферменти, антитіла (IgA). Деякі компоненти (казеїн, лактоза) не трапляються в інших продуктах харчування.
| Складники     | Людина | Корова    | Вівця  | Коза   | Кобила | Півн. олень |
| ------------- | ------ | --------- | ------ | ------ | ------ | ----------- |
| Вода          | 87,2 % | 87,5 %    | 82,7 % | 86,6 % | 90,1 % | 66,9 %      |
| Вуглеводи     | 7,0 %  | 4,8 %     | 6,3 %  | 3,9 %  | 5,9 %  | 2,8 %       |
| Жир           | 4,0 %  | 3,5-4,2 % | 5,3 %  | 3,7 %  | 1,5 %  | 16,9 %      |
| Білок         | 1,5 %  | 3,5 %     | 4,6 %  | 4,2 %  | 2,1 %  | 16,9 %      |
| Мікроелементи | 0,3 %  | 0,7 %     | 0,9 %  | 0,8 %  | 0,4 %  | 1,2 %       |

## Молоко як продукт харчування
Питне молоко характеризується високими споживними властивостями, які визначаються його хімічним складом, засвоюваністю, енергетичною цінністю, органолептичними показниками, використанням. Вміст білків і цукрів у питному молоці такий самий, як у свіжовидоєному.
Кількість жирів в окремих видах питного молока нормується стандартами. Для визначення жирності використовують прилад бутирометр. Жири питного молока засвоюються краще, ніж свіжовидоєного. Це пояснюється їхнім дрібнодисперсним станом. Енергетична цінність молока невисока. Вона залежить насамперед від вмісту жиру і коливається від 30 до 80 ккал/100 г.
Біологічна цінність питного молока визначається вмістом повноцінних білків, поліненасичених жирних кислот, фосфатидів, мінеральних речовин, вітамінів. Молоко забезпечує потребу організму людини у жиророзчинних вітамінах на 20—30 %, у вітамінах B2 і B6 — на 70 %, у вітаміні В12 — майже на 100 %. Всі речовини у молоці перебувають в оптимальному співвідношенні. Молоко характеризується високими органолептичними властивостями: ніжним і приємним смаком, привабливим білим кольором з жовтуватим відтінком. Воно необхідне для функціонування багатьох органів людини, насамперед печінки. Використовують молоко в їжу безпосередньо, для приготування перших, других і третіх страв, у хлібопекарській, кондитерській та інших галузях харчової промисловості.
Молоко — продукт регулярного доїння вимені тварини і може бути перемішане з молоком тієї ж самої або й інших однорідних тварин, отриманого у той самий час доїння або в інший час. У харчовій промисловості найпоширеніше коров'яче молоко, у різних місцевостях використовують також козяче, овече, кобиляче й осляче. В Азії доять буйволів, на далекій Півночі — північних оленів. В арабських країнах і в Середній Азії, крім молока кіз і овець, споживають також верблюдяче молоко.

### Шкідливий вміст речовин у молоці
- Токсичні елементи — свинець (не більше 0,1 мг/кг), арсен (не більше 0,05 мг/кг), кадмій (0,03 мг/кг), ртуть (0,005 мг/кг)
- Мікотоксини — афлатоксин М1
- Антибіотики — левоміцетин, тетрациклінова група, стрептоміцин, пеніцилін
- Інгібуючі речовини (мийні та дезінфікуючі засоби, антибіотики, сода)
- Пестициди
- Радіонукліди — цезій-137, стронцій-90
- Гормони — естроген і подібні. У великій кількості містяться лише в парному молоці, тому часте вживання парного молока у великих кількостях може спричинити більш раннє статеве дозрівання у дівчаток і до затримки статевого дозрівання у хлопчиків. Після відповідної підготовки до реалізації кількість гормонів скорочується до дуже низького рівня.

### Етичний аспект
Виникають суперечки з приводу вживання людиною молока ссавців інших видів, що є неприродним і не трапляється у живій природі, оскільки процедура отримання молока включає штучне запліднення інших ссавців і їхнє насильницьке доїння у період лактації, призначеної для власних дітей.

## Хімічні властивості молока
Серед хімічних властивостей молока розглядають:
- Кислотність
- Буферність
- Окисно-відновний потенціал

### Кислотність
Кислотність — показник свіжості молока, один з основних критеріїв оцінки його якості. У молоці визначають титровану і активну кислотність.
Активна кислотність визначається концентрацією вільних іонів водню і виражається водневим показником — від'ємний логарифм концентрації іонів водню, що містяться в розчині, виражається в одиницях рН.
У свіжому молоці рН = 6,68, тобто молоко має слабокислу реакцію. Активна кислотність визначається потенціометричним методом на рН-метрі.
Молоко має слабокислу реакцію внаслідок наявності в ньому солей (фосфорнокислі та цитрати), білків і вуглекислого газу.
Титрована кислотність виражається в градусах Тернера(°Т). Титрована кислотність показує кількість кубічних сантиметрів децинормального (0,1 N) розчину лугу, що пішли на нейтралізацію 100 см³ молока або 100 г продукту з подвійним об'ємом дистильованої води в присутності індикатора фенолфталеїну. Момент закінчення титрування — це поява слаборожевого забарвлення, яке не зникає протягом 1 хв. Титрована кислотність свіжого молока = 16÷18°Т, допустиме значення для нормального молока 15,99÷20,99°Т.
У різних країнах використовують різні одиниці вимірювання титрованої кислотності:
- Градуси Соксклета-Хенкеля (°SH) — Німеччина, Чехія, Польща, Словаччина. Для визначенні цієї кислотності використовують луг 0,25 N.
- Градуси Дорніка (°D) — Голландія, використовують луг 0,09 N.
- У відсотках молочної кислоти (% молочної кислоти) — США, Куба.

1 °SH = 2,25 °D = 2,5 °T = 0,0225 % молочної кислоти.

### Буферність
Буферні системи мають здатність підтримувати постійну величину рН середовища у разі додавання кислот і лугів. Вони складаються з слабкої кислоти та її солі, утвореної сильною основою, або з суміші двох кислих солей слабкої кислоти. Чим більші буферні властивості, тим більше буде потрібно кислоти чи лугу для зміни рН середовища. Кількість кислоти, яку необхідно додати до 100 см³ молока, щоб змінити його рН на одиницю, називають буферною ємністю молока.

### Окислювально-відновлювальний потенціал
Окислювально-відновлювальний потенціал — це здатність складових речовин молока приєднувати або втрачати електрони. Молоко містить хімічні сполуки, що здатні легко окислюватися і відновлюватися: вітамін C, вітамін Е, вітамін В, амінокислоту цистеїн, кисень, ферменти. Окислювально-відновний потенціал молока позначають Е, він дорівнює 0,25÷0,35 В. Е визначають потенціометричним методом. На зміну Е впливають такі чинники:
- Нагрівання молока зменшує Е
- Наявність металів різко підвищує Е
- Наявність мікроорганізмів підвищує Е

Окислювально-відновний потенціал слугує непрямим методом визначення бактеріального зараження молока.

## Фізичні властивості молока
Серед фізичних властивостей молока розглядають такі:
- Густина
- В'язкість
- Поверхневий натяг
- Осмотичний тиск і температура замерзання
- Електропровідність

### Густина
Густина — маса одиниці об'єму молока за t = 20 °C. Густина є одним з найважливіших показників натуральності молока. Вимірюється в г/см³, кг/м³ і в градусах Ареометра (°А) — умовна одиниця, яка відповідає сотим і тисячним часткам густини, вираженої в г/см³ і кг/м³.
Густина натурального молока не повинна бути нижчою за 1,027 г/см³ = 1027 кг/м³ = 27°А. Густина сирого молока не повинна бути меншою від 28°А, для сортового — не меншою від 27°А. Якщо густина нижча ніж 27°А, то можна підозрювати, що молоко розбавлене водою: додавання до молока 10 % води знижує густину на 3°А.
Густина молока є функцією його складу, тобто залежить від вмісту жиру. Густина знежиреного молока вища, ніж середня, густина вершків нижча, ніж середня густина молока. Основний метод визначення густини — ареометричний.

### В'язкість
В'язкість — властивість рідини чинити опір у разі переміщення однієї частини щодо іншої. В'язкість вимірюють у Па·с, в середньому за t = 20 °C в'язкість дорівнює 0,0018 Па·с. В'язкість залежить від масової частки сухих речовин, а найбільший вплив роблять білки, жири, а також їхні агрегатні стани.
Основні чинники, що впливають на в'язкість молока:
- Масова частка жиру і ступінь його диспергування: чим більше жиру і менші розміри жирових кульок, тим більша в'язкість. В'язкість гомогенізованого молока вища, ніж негомогенізованого, оскільки збільшується сумарна поверхня жирової фази.
- Масова частка сухих речовин в молоці: чим вона більша, тим більша в'язкість.
- Температурна обробка: підвищення температури молока до 55 °C зумовлює зниження в'язкості через рівномірніший розподіл складових речовин молока і розплавлення тугоплавких тригліцеридів, що входять до складу молочного жиру. Подальше підвищення температури веде до збільшення в'язкості, оскільки відбувається денатурація сироваткових білків і осадження їх на міцелах казеїну.
- Агрегатний стан казеїну: може змінюватися за технологічної обробки молока в процесі приготування деяких кисломолочних продуктів (сир, кефір), в'язкість у такому випадку збільшується.

В'язкість визначають на віскозиметрах Оствальда, Гепплера і ротаційному.

### Поверхневий натяг
Поверхневий натяг — це сила, що діє на одиницю довжини границі розділу двох фаз: повітря—молоко. Поверхневий натяг вимірюється в Н/м і становить для води 0,0727 Н/м, а для молока — 0,05 Н/м. Менший поверхневий натяг молока пояснюється наявністю в ньому поверхнево активних речовин (ПАР) у вигляді білків плазми молока, оболонок жирових кульок, фосфоліпідів і жирних кислот.
Поверхневий натяг залежить від:
- Температури середовища
- Хімічного складу молока
- Режимів технологічної обробки
- Тривалості зберігання молока
- Вмісту кисню
- Агрегатного стану білків і жиру
- Активності ферменту ліпази

Піноутворення молока прямо пропорційне до поверхневого натягу.

### Осмос
Осмос — одностороння дифузія розчинника в розчин. Сила, яка зумовлює осмос, віднесена до одиниці поверхні напівпроникної мембрани — осмотичний тиск. Осмотичний тиск молока нормального складу — відносно постійна величина — 0,66 МПа. Він зумовлений вмістом у молоці мінеральних солей і лактози. Чим вищий осмотичний тиск, тим менша ймовірність розвитку мікроорганізмів у молочних продуктах. Цей принцип використовують у технології консервів, а також у виробництві, де використовується сироп (цукор).
Осмотичний тиск розраховують за температурою замерзання молока, оскільки вона теж залежить від масової частки лактози і мінеральних речовин. Температура замерзання — стала величина, в середньому становить — 0,555 °C. Розведення молока водою зумовлює підвищення температури замерзання. За її величиною судять про натуральність молока. Температуру замерзання визначають кріоскопічним методом.

### Електропровідність
Електропровідність молока — обернено пропорційна величина до електричного опору. Вона характеризується здатністю розчину проводити електрику, електропровідність вимірюють у Сіменс/м. Молоко — поганий провідник електрики, але електропровідність може збільшуватися зі зміною складу мінеральних речовин. Електропровідність зумовлена наявністю в молоці іонів водню, калію, натрію, кальцію, магнію та хлору. Для молока електропровідність становить 0,46 Сіменс/м.

## Бактерицидні властивості молока
У молоці після доїння містяться мікроорганізми, кількість яких протягом 2 год. суттєво знижується. Здатність молока пригнічувати дію мікроорганізмів називається бактерицидними властивостями, а період часу, протягом якого в молоці виявляються бактерицидні властивості, називають бактерицидною фазою.
Бактерицидні властивості молока зумовлені наявністю в ньому ферментів (лізоцим, пероксидаза), імуноглобулінів, лейкоцитів.
Бактерицидна фаза залежить від:
- Бактеріального зараження, яке залежить від дотримання санітарно-гігієнічних умов
- Температури молока (чим вища, тим коротшою є бактерицидна фаза)

Якщо молоко після доїння відразу очистити й охолодити до 4 °C, то тривалість бактерицидної фази становитиме 24 години, якщо до 0 °C — то до 48 годин.

## Органолептичні властивості молока
Свіже сире молоко характеризується певними органолептичними, або сенсорними, показниками: зовнішнім виглядом, консистенцією, кольором, смаком і запахом. Згідно з нормативною документацією, молоко повинно бути однорідною рідиною без осаду і пластівців, від білого до слабо-кремового кольору, без сторонніх, невластивих йому присмаків і запахів.
Білий колір і непрозорість молока зумовлює розсіювання світла колоїдними частинками білків і кульок жиру, кремовий відтінок — розчинений у жирі каротин, приємний, солодкувато-солонуватий смак — лактоза, хлориди, жирні кислоти, а також жир і білки. Жир надає молоку певної ніжності, лактоза — солодкуватого смаку, хлориди — солонуватого, білки і деякі солі — повноти смаку.
Ароматичні та смакові речовини сирого молока — це невелика кількість диметилсульфіду (<0,01 мг%) і метилсульфіду (<0,001 мг%), ацетону (<2 мг%), диацетилу (<0,1 мг%), вільних жирних кислот (до 10 мг%), у тому числі летких жирних кислот (до 5 мг%), а також незначна кількість ацетальдегіду та інших монокарбонільних сполук, карбонових кислот (піровиноградної і молочної), аміносполук (вільних амінокислот, пептидів, амінів, аміаку).
Підвищення вмісту в молоці хлоридів, згаданих вище, і деяких інших летких речовин здебільшого зумовлює зміни нормального смаку і запаху молока та виникнення вад. Причини і терміни їхнього виникнення різноманітні. Так, низка вад смаку і запаху може з'явитися в молоці перед доїнням. До них належать вади, спричинені зміною хімічного складу молока у разі порушення фізіологічних процесів в організмі тварини і надходженням в молочну залозу з кров'ю речовин корму, що мають специфічний смак і запах. Наприклад, яскраво виражені присмаки (гіркий, солоний) мають молозиво, стародійне молоко та молоко, отримане від тварин, хворих маститом, кетозом та іншими захворюваннями.
Інші вади смаку і запаху можуть з'явитися в молоці після доїння — у випадку порушення правил зберігання, транспортування та первинної обробки молока. Прогірклий, окислений, мильний та інші присмаки і сторонні запахи молока спричиняють ліполіз і окислення жиру. Різноманітні вади зумовлюються адсорбцією запахів погано вимитої тари, невентильовані приміщення, випари мастильних олив, бензину тощо, а також забрудненням молока мийними та дезинфікуючими засобами, ліками, пестицидами.
Отож на смак і запах сирого молока впливають численні фактори — стан здоров'я, порода і умови утримання тварин, раціон годівлі, стадія лактації, тривалість і умови зберігання молока, режими первинної обробки.

## Використання молока домашніх тварин

### Оленяче молоко

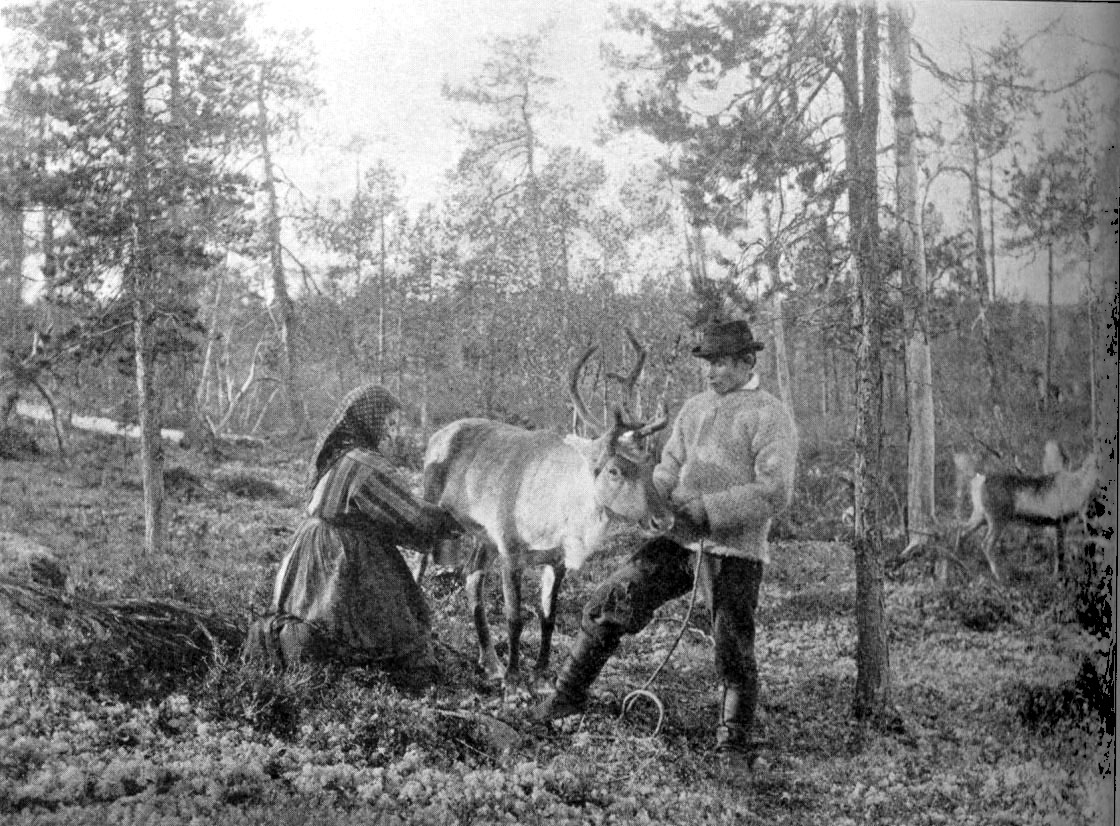
Доїння самки північного оленя норвезькими саамами (XIX століття)

Евенки і досі практикують доїння оленів, використовуючи молоко як у харчових, так і в обрядових цілях.

#### Склад
Склад молока самки північного оленя:
- Масова частка сухих речовин — 34,4 %
- Жиру — 19,1 %
- Білка — 10,4 % (у тому числі казеїну — 8,8 %)
- Лактози — 3,3 %
- Мінеральних речовин — 1,6 %

### Лосяче молоко

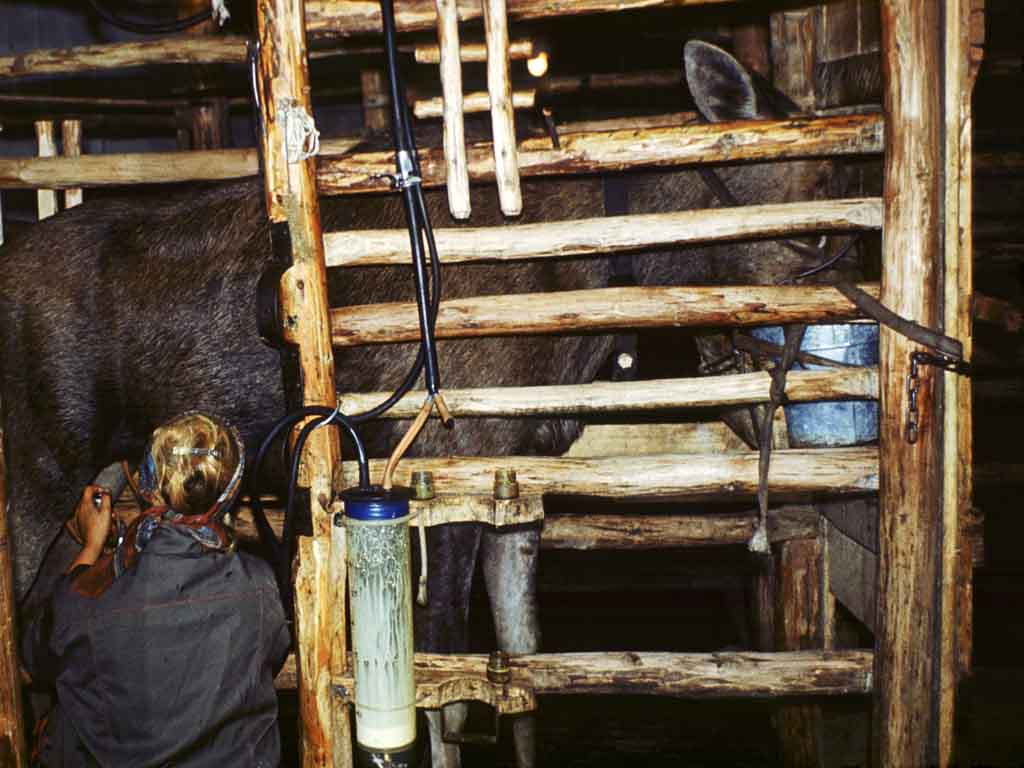
Доїння лосиці на лосефермі

У Росії та Скандинавії робилися спроби одомашнити і використовувати лосів як молочних тварин, однак складність утримання робить це економічно недоцільним. В СРСР існувало 7 лосеферм, в наш час[коли?] існує лише одна у Костромській області (Костромська лосева ферма).
Молоко лосів подібне за смаком до коров'ячого, але жирніше і менш солодке. Використовують його у лікувальному харчуванні.[джерело?] З метою консервації заморожують.

#### Склад
- Жир — понад 10 %
- Білок — понад 8 %
- Амінокислоти
  - Треонін
  - Метіонін
  - Гістидин
  - Серин
  - Аланін
  - Аспарагінова кислота

#### Застосування
- Лікування виразки шлунка та дванадцятипалої кишки
- Променеві ураження
- Профілактика цитостатичного дисбактеріозу під час лікування хворих лімфогранулематозом.

Лікувальний ефект зумовлений насамперед високою лізоцимною активністю: 40-65 мкг/мл

### Козяче молоко

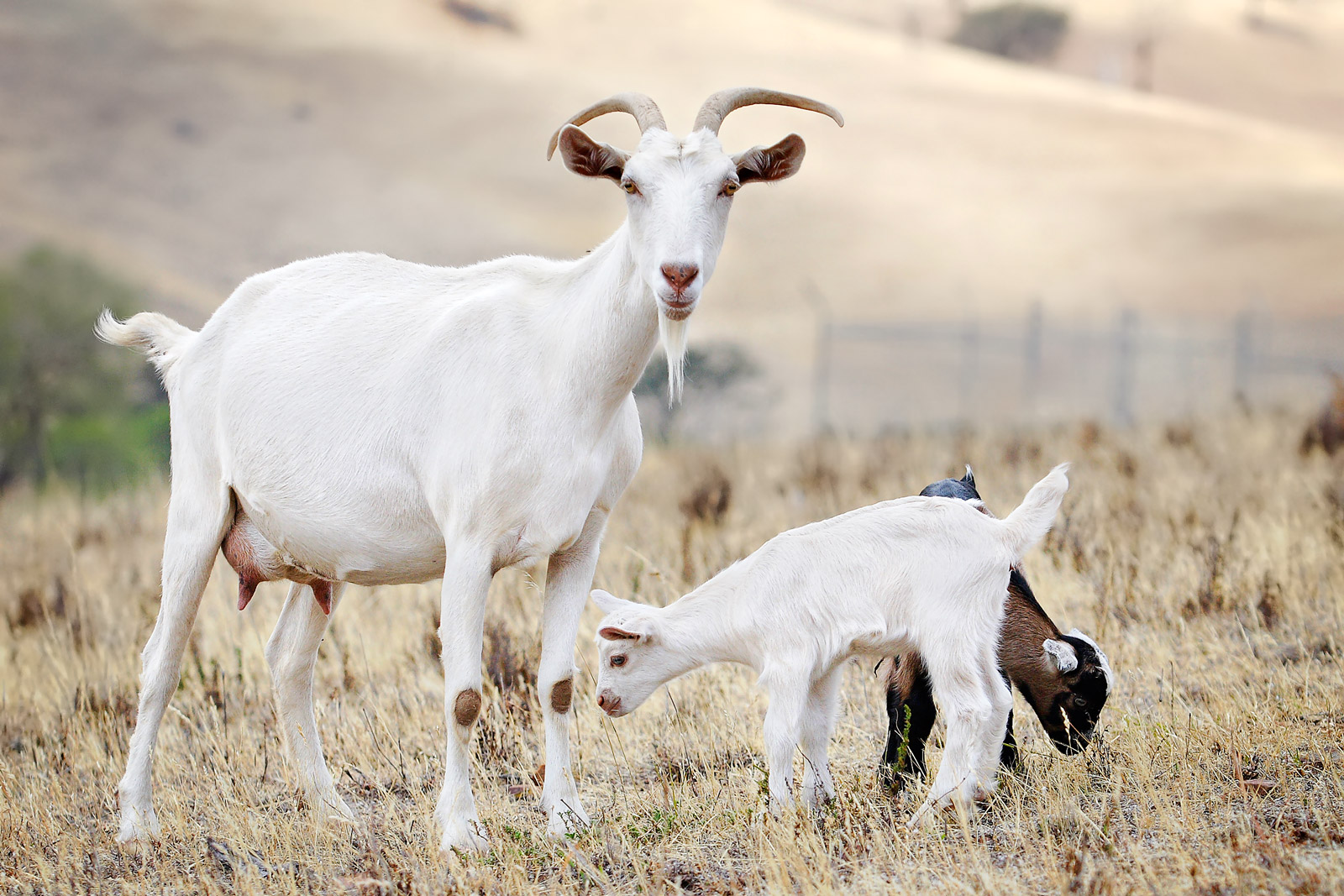
Домашня коза

#### Склад
Хімічний склад і властивості молока кіз близький до складу і властивостей коров'ячого. Воно відрізняється лише вищою кількістю білка, жиру і кальцію; містить чимало каротину, тому має блідо-жовте забарвлення. У жирі козячого молока міститься більше капринової та лінолевої кислот, і кульки жиру дрібніші, що сприяє кращому його засвоєнню організмом людини. Амінокислотний складу його білків близький до амінокислотного складу білків жіночого молока, але міцели казеїну більші, ніж міцели казеїну жіночого та коров'ячого молока, мають розмір від 133 нм і вище. Казеїн козячого молока містить мало α-фракцій (10-15 %), тому під час сичужного згортання утворюється нещільний згусток.
Козяче молоко багате вітаміном А і ніацином, містить трохи більше заліза і магнію від коров'ячого молока.
Кислотність козячого молока близько 17-19 °Т (рН = 6,4 ÷ 6,7), густина- 1033 кг/м³. Козяче молоко менш термостійке (витримує t=130 °C протягом 19 хвилин), тому що містить більше іонізованого кальцію.

#### Застосування
В козячого молока лужна реакція, внаслідок чого в разі загострення виразки шлунка або дванадцятипалої кишки козяче молоко є добрим доповненням до лікування.
Козяче молоко використовують для лікування шлунково-кишкових захворювань, туберкульозу, виведення з організму солей важких металів, очищення організму від наслідків хіміотерапії, для дитячого харчування. Допомагає в лікуванні захворювань щитоподібної залози. Сире козяче молоко менш небезпечне за коров’яче, бо кози стійкіші до захворювань.
З козячого молока виробляють ропні сири, у тому числі бринзу.

### Кобиляче молоко
Склад молока кобили значно відрізняється від складу молока корови та інших тварин. У ньому міститься в 2 рази менше білків, жиру і мінеральних речовин, майже в 1,5 раза більше лактози, ніж у коров'ячому. Кислотність молока низька — близько 6 °Т
(pH = 6,6÷7,0), густина — 1032÷1034 кг/м³. За кількістю і складом білків, а також вмістом лактози кобиляче молоко наближується до жіночого. Воно належить до молока альбумінової групи — на частку казеїну в ньому припадає 50÷60 % загальної кількості білків. Тому в процесі згортання кобилячого молока не утворюється щільний згусток, а білок випадає в осад у вигляді ніжних дрібних пластівців.
Молоко має високу біологічну цінність. Його білки і жир добре засвоюються. Жир молока має низьку температуру плавлення — 21÷23 °C, містить порівняно з жиром коров'ячого молока менше низькомолекулярних, але більше насичених жирних кислот. Кількість полінасичених жирних кислот в ньому майже в 10 разів вища, ніж у коров'ячому. Білки мають добре збалансований амінокислотний склад. Кобиляче молоко значно перевершує коров'яче за вмістом аскорбінової кислоти, її кількість може сягати 13 мг/м³ і більше, однак воно містить менше рибофлавіну.
Кобиляче молоко на вигляд є білою з блакитним відтінком рідиною, смак трохи терпкий. Це молоко використовують для приготування цінного дієтичного і лікувального продукту — кумису. З ферментованого кобилячого молока шляхом перегонки виготовляють напій під назвою «Арца» (своєрідний аналог горілки).

### Верблюдяче молоко
Верблюдяче молоко — продукт, традиційний для східних країн (Середня Азія, Близький Схід, арабські країни Аравійського півострова, в школах і дитячих садах ОАЕ воно входить в раціон харчування дітей). Має там щоденний вжиток, використовується для приготування сирів, морозива, какао тощо. У Туркменістані на основі верблюдячого молока готують національні страви і напій шубат.
Це молоко через високий вміст мікроелементів порівняно з коров'ячим має солодший і трохи солонуватий смак.
Воно дуже корисне: до його складу входять кальцій, фосфор, залізо, сірка та багато інших мікроелементів, у верблюдячому молоці набагато більше лактози та амінокислот, а білка казеїну менше. Серед корисних властивостей верблюдячого молока — протистояння такому хронічному захворюванню, як алергія.
До верблюдячого молока слід звикати, поступово збільшуючи його вживання.

### Овече молоко
Овече молоко можна отримувати від різного напрямку порід. Прикладами спеціалізованих молочних порід овець є в Німеччині — East frizki, в Франції — Lacaune, в Греції — Ghios, у Великій Британії — Milksheep, в Ізраїлі — Asaf та Awassi, які дають від 181,43 до 498,95 кг молока за підсисний період, в США — Polypay Dorset, вівці якої виробляють від 45,35 до 90,71 кг молока за підсисний період. Молочна продуктивність овець в Україні сягає 135—150 кг за підсисний період. За породними характеристиками найбільшу продуктивність має романівська порода — 127—142 кг, каракульська дає 65 — 70 кг молока за лактацію, в овець тонкорунних порід 35 — 65 кг.
Молоко овець у сирому вигляді зазвичай рідко споживають, а здебільшого його переробляють на молочні продукти, серед яких в Україні найпоширеніший сир — бринза. У світі виробляють такі тверді та м'які сири: Рокфор, Горгонзола, Кашкавал, Пекоріно, а також кавказькі сири: Шор, Курт, Чанах, Мотал, Арагайський, Єреванський.
Молоко овець має м'який, дещо солодкуватий смак. Цінність овечого молока за поживними речовинами є значно вищою від коров'ячого, козячого та навіть від жіночого молока. Молоко овець містить вдвічі більше мінералів, особливо таких, як кальцій та фосфор, що необхідні для всякої виснажливої роботи; наявність цинку має важливе значення для підтримання здорової шкіри, а також воно містить усі важливі вітаміни, переважно групи В та амінокислотному складу. Характерною особливістю молока овець є те, що за глибокого заморожування терміном до 4 місяців молоко овець не втрачає своїх цінних властивостей.
Білок овечого молока перетравлюється в організмі людини на 99,1 %, у той час як коров'ячого — на 92,6 %.
Молоко овець поживніше від коров'ячого і коячого, в ньому міститься більше сухих речовин у 1,4 раза (18-20 %), жиру — в 1,8 раза (6,5-7,2 %), білка — в 1,7 (5,5-6 %), а його енергетична цінність вища у 1,5 раза. З овечого молока виготовляють різні види твердих і м'яких сирів: рокфор, пікаріно, тушинського, кобійського, осетинського, качкавал тощо.

### Буйволяче молоко
Молоко буйволиці є продуктом високої харчової цінності. 
Буйволяче молоко належить до казеїнового типу молока за характером білка. Має такий склад:
- 4,5 % білка — 3,8 % казеїну, 0,7 % альбуміну і глобуліну;
- 7,7 % жиру;
- 4,8 % молочного цукру;
- 0,8 % мінеральних речовин.

Калорійність буйволячого молока становить 1010 ккал на 1 кг продукту. 
Молоко буйволиці містить більше поживних речовин, ніж коров'яче молоко. Буйволяче молоко є густішим, насиченішим і жирнішим від коров'ячого молока.

## Молоко в різних культурах
У деяких культурах (наприклад у Китаї, Японії і на островах Полінезії) молоко не вживають, оскільки організм більшості людей монголоїдної раси не здатний його засвоїти (генетична неможливість засвоєння одного зі складників молока — лактози). Близько 75-80 % європейців мають здатність перетравлювати молоко. Багато людей середньої та північної Європи та частково Африки споживають молоко — на відміну від інших ссавців — і в дорослому віці (після періоду годування грудьми). Для порівняння, цей відсоток серед китайців становить близько 2 % від всього населення.
У деяких народів молоко мало церемоніальне значення, і його часто віддавали у жертву богам і духам. Така традиція існувала і в давніх слов'ян.

## Ринок молока у світі
У загальній структурі виробництва молока найбільшу питому вагу займає коров'яче молоко — 83,34 %, буйволяче — 12,97 %, козяче — 2,17 %, овече — 1,29, верблюдяче — 0,23 %.
Виробництво молока у світі становить близько 609 млн т на рік, з яких близько 85 % припадає на коров'яче молоко. Найбільші виробники молока — США, Індія, Росія. Найбільший ринок молочних продуктів — Європейський Союз.
Поряд з культурами народів, які переважно походять від пастухів та кочівників і для яких молоко тварин та продукти з них стали найважливішими у харчуванні та цим відіграють важливу роль у житті (наприклад, в єврейсько-християнсько-ісламському світі), існують також народи, які, окрім материнського молока, не вживають жодного іншого.
За даними Продовольчої та Сільськогосподарської Організації (англ. FAO), 2004 року у світі вироблено близько 520 млн т коров'ячого молока, найбільшими виробниками якого були:
1. Індія: 90,4 млн т
2. США: 77,5 млн т
3. Росія: 31,9 млн т
4. Німеччина: 28,1 млн т
5. Франція: 24,4 млн т
6. Бразилія: 23,3 млн т
7. Китай: 18,9 млн т
8. Нова Зеландія: 14,8 млн т
9. Велика Британія: 14,6 млн т
10. Україна: 13,4 млн т.

Загальний обсяг світового виробництва молока, за даними продовольчої і сільськогосподарської організації ООН (FAO), протягом 2005—2009 років збільшився від 646,9 млн т до 696,5 млн т, або в 1,08 рази. Причому країни, що розвиваються, збільшували обсяги виробництва вищими темпами, ніж розвинені.
Споживання молока у світі зростає швидше, ніж продуктів харчування загалом — це зумовлено зростанням споживання молокопродуктів. Харчова промисловість перероблює молоко в різноманітні продукти харчування: від сирів, вершкового масла, перепічки, морозива до використання його у м'ясних продуктах.
Україна має одні з найкращих в світі умов для виробництва молока та молочних продуктів, однак проблему насиченості ними ринку не вдавалося повністю вирішити навіть у найсприятливіші для розвитку молочного господарства роки. В Україні з 1991 до 2006 рр. виробництво молока на особу зменшилося від 367 до 285 кг, а річний надій на корову — від 2863 до 2828 кг. Витрати кормів на 1 ц молока є на рівні 150 кормових одиниць, що майже вдвічі більше порівняно з зарубіжними країнами.

## Цікаві факти
Відомо, що для утворення 1 л коров'ячого молока через вим'я корови проходить 400—500 л крові.

## Набілта інші продукти з молока
- Кефір
- Сметана
- Сир
- Масло вершкове
- Ацидофілін
- Йогурт
- Ряжанка
- Кисле молоко
- Молочні страви